# Glosar kriptologije
Pojmovi vezani za kriptologiju s popisom osoba
| Sadržaj: 0–9 A B C Č Ć D Dž Đ E F G H I J K L Lj M N Nj O P Q R S Š T U V W X Y Z Ž — Popis osoba |

## A
ADFGVX
Ime za šifru koju je rabila njemačka vojska za vrijeme Prvog svjetskog rata
AES
Standard za napredno šifriranje (en. Advanced Encription Standard), unaprijeđen DES standard, s promjenjivom dužinom ključa i bloka.
Algoritam
Konačan niz precizno definiranih koraka u rješavanju nekog problema.
Algoritam asimetričnog ključa
Ili kriptografija s asimetričnim ključem, gdje se koriste posebni ključevi (javni i tajni ključ) za šifriranje i dešifriranje.
Algoritam simetričnog ključa
Ili kriptografija sa simetričnim ključem, gdje pošiljatelj i primatelj koriste isti ključ za šifriranje i dešifriranje.
Albertijeva šifra
ime je za prvu poliabecednu šifru, a izmislio ju je talijanski polimat Leone Battista Alberti oko 1470. godine.
Alfabet
Skup slova (znakova) nekog jezika. Obično se podrazumijeva abeceda ili azbuka.
Atbaš
naziv je za klasičnu šifru za hebrejsku abecedu, i radi na principu substitucijske šifre, tako što se prvo slovo abecede alef za zadnje slovo hebrejske abecede tav (zadnji), bet (drugo) za predzadnje šin i tako redom.
Autoključ
Vidi: šifra s autoključem.

## B
Bifidska šifra
u kriptografiji ime za šifru koja koristi Polibijev kvadrat sa transpozicijom, a difuziju postiže frakcioniranjem. Ovu je šifru izumio francuski kriptograf Felix Delastelle 1901.
Blok šifra
Šifriranje se izvodi na bloku podataka fiksne dužine. Koristi se i izraz en. off-line šifra, jer se načelno podatci prvo šifriraju, pa zatim šalju.
Bomba
Britanski elektromehanički stroj korišten za dekriptiranje poruka šifriranih njemačkom Enigmom.

## C
Cezarova šifra
Jedna od najprostijih i najrasprostranjenijih šifara. Dobila je ime po Juliju Cezaru. Ne pruža nikakvu zaštitu.

## D
Dekriptiranje
Djelatnost kriptoanalize, dobijanje otvorenog teksta kad ključ nije poznat. Vrše je osobe kojima poruka nije namijenjena.
DES
Standard za šifriranje podataka (en. Data Encryption Standard), ranije najkorišteniji algoritam simetričnog ključa, zamijenjen naprednijim AES standardom.
Dešifriranje
Postupak dobijanja otvorenog teksta iz šifrata kad je poznat ključ. Vrši ga osoba kojoj je poruka namijenjena.

## E
Enigma
Njemačka rotor mašina za šifriranje, korištena prije i za vrijeme Drugog svjetskog rata.
Enkripcija
Drugi naziv za šifriranje.

## F
Frekvencijska analiza
Analiza frekvencije slova nekog jezika, jedan od osnovnih postupaka u pokušaju razbijanja šifre.

## G
Gronsfeldova šifra
Varijanta Vigenèreove šifre, umjesto alfabeta koristi 10 znamenki. Bila je popularna u Evropi, iako je slabija od Vigenèreove.

## I
Indeks podudarnosti
Ili indeks koincidencije (en. index of coincidence), mjera neravnomjernosti frekvencije slova.

## J
Javni ključ
Kod algoritma asimetričnog ključa, to je ključ koji se objavljuje i služi pošiljatelju da šifrira poruku.
Jednokratni blok
Sistem (en. one-time pad) kod kojeg su ispunjeni uvjeti da je ključ slučajan, jednak dužini otvorenog teksta i da se ne koristi više od jednom, predstavlja neprobojnu šifru.

## K
Klasična šifra
Obuhvaća šifre koje su korištene u prošlosti, šifriranje "s olovkom i papirom", proste šifre zamjene i pomjeranja.
Ključ
Nezavisna vrijednost (bit, slovo, alfabet) u šifarskom algoritmu.
Kod
Vrsta šifre, kod koje se zamjena vrši na nivou značenja, riječi i izrazi se zamjenjuju drugima, a vrši se i sažimanje. Zbog slabosti je zapostavljen u modernoj kriptografiji.
Kriptoanaliza
Oblast kriptologije, znanost koja se bavi dekodiranjem, razbijanjem šifri i izučavanjem kriptografskih metoda protivnika.
Kriptoanalitičar
Osoba koja se bavi kriptoanalizom.
Kriptografija
Dio kriptologije, znanost o nerazumljivom pisanju poruka i njihovom čitanju kada je poznat primijenjeni postupak.
Kriptozaštita
Oblast kriptologije čija je osnovna funkcija osiguranje zaštite tajnosti sadržaja poruka.
Kriptolog
Osoba koja se bavi kriptologijom.
Kriptologija
Znanost koja se bavi izučavanjem i definiranjem metoda za zaštitu informacija i pronalaženjem metoda za dekriptiranje. Ima dvije osnovne oblasti, kriptozaštitu i kriptoanalizu. Objekti izučavanja su pisane (kriptografija), govorne (kriptofonija), vizuelne i druge poruke.

## L
Lorenz SZ
Njemačka mašina za šifriranje korištena za vrijeme Drugog svjetskog rata u teleprinterskom saobraćaju. Koristila je šifru toka.

## M
Moderna šifra
Moderni, napredni tipovi šifri, gdje se načelno koristi snaga računala (za generiranje ključeva).
Monoalfabetska šifra
Šifra kod koje se kao ključ koristi samo jedan alfabet.

## N
Napad
Djelatnost  kriptoanalize u cilju otkrivanja algoritma šifre, ključa ili otvorenog teksta.
Napad "grubom silom"
Napad kod koga se istražuju sve moguće kombinacije šifre, bez upotrebe drugih metoda kriptoanalize.
Neprobojna šifra
Šifra koju nije moguće razbiti (fr. le chiffre indéchiffrable).
Nihilistička šifra
ime je za simetričnu šifru koju su koristili ruski nihilisti tokom 1880-ih za organiziranje terorističkih napada na carski režim. Osnova ove kriptografske metode je Polibijev kvadrat sa izmješanom abecedom, i tajni ključ

## O
Otvoreni tekst
Tekst poruke na prirodnom jeziku koji treba poslati.

## P
Ponavljajući ključ
Ključ koji se ponavlja onoliko puta, koliko je potrebno da odgovara dužini otvorenog teksta.
Prisluškivač
Osoba koja presreće poruke koje joj nisu namijenjene.

## R
Razbijanje šifre
Djelatnost kriptoanalize u cilju pronalaženja algoritma šifre, ključa i dobijanje otvorenog teksta.
ROT13
Cezarova šifra s pomakom 13, koristi se na Internetu za skrivanje spojlera.
Rotor mašina
Elektromehanički stroj s rotirajućim diskovima, služio je za brzo šifriranje i dešifriranje.

## S
SIGABA
Rotor mašina za šifriranje koju su koristile SAD za vrijeme i nakon Drugog svjetskog rata.
Slabost šifre
Osobine šifre (statističke, lingvističke...) koje kriptolozi koriste pri njenom razbijanju.
Snaga šifre
Sposobnost šifre da odoli napadima kriptoanalize.

## Š
Šifarski disk
Obično dva prstena jedan unutar drugog, pokretan i nepokretan, po čijim obodima su raspoređeni alfabeti. Koristi se umesto Vigenèreove tablice za brzo šifriranje i dešifriranje.
Šifra
Kriptografski algoritam, skup mjera i postupaka za šifriranje i dešifriranje.
Šifra četiri kvadrata
ime za simetričnu kriptografsku metodu koju je izumio francuski kriptograf Felix Delastelle.
Šifriranje ključem
vrsta monoabecende substitucije, gdje se šifrirana abeceda napravi tako što se prvo izabere ključ u kojem se ne ponavljaju slova, i ovaj ključ se prvo napiše dok poslje ključa sljedi ostatak abecede
Šifra zamjene
Šifra kod koje se slovo otvorenog teksta zamjenjuje drugim slovom u šifratu.
Šifra polialfabetske zamene
Šifra kod koje se za svaki sljedeći element (slovo, riječ) mijenja alfabet zamjene.
Šifra pomjeranja
Šifra kod koje se slova otvorenog teksta pomjeraju u šifratu.
Inačica Vigenèreove šifre, kod koje iza ključne riječi slijedi ponovljen otvoreni tekst (pomaknut za dužinu ključne riječi).
Šifrat
Proizvod šifriranja, šifrirani tekst.
Šifra toka
Ili šifra niza (en. stream cipher), kojom se šifrira kontinuirani niz podataka. Rabi se i izraz en. on-line šifra, kad se podatci šifriraju "u hodu", tijekom slanja.
Šifrirani tekst
Skrivena, tajna poruka koja je rezultat izvršenog šifriranja, šifrat.
Šifriranje
Proces maskiranja poruke radi njene zaštite od prisluškivanja.

## T
Vigenèreova tablica, osnovna tablica za šifriranje i dešifriranje.
Tajni ključ
Kod algoritma asimetričnog ključa, to je ključ kojim primatelj dešifrira poruku; tajan je za svakoga, osim za primatelja.
Typex
Britanska rotor mašina za šifriranje, korištena u vrijeme oko Drugog svjetskog rata.

## U
Uzastopni ključ
Inačica Vigenèreove šifre (en. running key), ključ koji ima dužinu otvorenog teksta.

## V
Veličina ključa
Ili dužina ključa, jedan od osnovnih elemenata snage ili slabosti šifre.
Vigenèreova tablica
Vidi: Tabula recta.
Vigenèreova šifra
Vrsta polialfabetske šifre, zamjena se vrši s više alfabeta.

## Ž
| Sadržaj: 0–9 A B C Č Ć D Dž Đ E F G H I J K L Lj M N Nj O P Q R S Š T U V W X Y Z Ž — Na vrh stranice |

## Popis osoba
- Alberti, Leon Battista

Talijanski slikar, pjesnik, glazbenik, arhitekt, lingvist, filozof i kriptograf, napravio je prvu polialfabetsku šifru.
- Al-Kadi, Ibrahim

Saudijskoarabijski inženjer, poznat po radovima iz istorije kriptologije (po njemu, otkrića arapskih kriptografa datiraju oko 300 godina prije europskih).
- Babbage, Charles

Engleski znanstvenik, matematičar, filozof i inženjer. Smatra se da je razbio Vigenèreovu šifru pre Kasiskog.
- Bellaso, Giovan Battista

Talijanski kriptograf, prvi je opisao Vigenèreovu šifru.
- Beaufort, Francis

Irski znanstvenik, modificirao dekripciju Vigenèreove šifre.
- Cezar, Gaj Julije

Rimski državnik i vojskovođa, u prepisci sa svojim generalima koristio je šifru, koja je po njemu dobila ime.
- Friedman, William

Američki kriptolog, koristio indeks podudarnosti za razbijanje Vigenèreove šifre.
- Kasiski, Friedrich

Major Pruske vojske, kriptograf i arheolog, prvi opisao postupak napada na polialfabetske šifre.
- Kahn, David

Američki povjesničar, žurnalist i pisac, poznat po radovima iz kriptografije i obavještajne službe. Poseban doprinos ima njegova knjiga "Razbijači kodova" o povijesti kriptografije.
- Kerckhoffs, Dr. Auguste

Nizozemski lingvist i kriptograf, autor inačice Kasiskijevog testa.
- Shannon, Claude

Američki nobelovac, inženjer i matematičar, "otac teorije informacija", dokazao neprobojnost jednokratne bilježnice.
- Svetonije

Rimski odvjetnik i književnik, u Cezarovoj biografiji opisuje korištenje šifre.
- Trithemius, Johannes

Nemački opat i okultist, pronašao Vigenèreovu tablicu.
- Turing, Alan

Engleski matematičar i kriptograf, razbio šifru njemačke Enigme. Smatra se ocem modernog računarstva.
- Vigenère, Blaise de

Francuski diplomat i kriptograf kome je nezasluženo pripisano otkriće Vigenèreove šifre. Otkrio je šifru s autoključem.
| Sadržaj: 0–9 A B C Č Ć D Dž Đ E F G H I J K L Lj M N Nj O P Q R S Š T U V W X Y Z Ž — Na vrh stranice — Popis osoba |